# Gonepteryx cleopatra
La cleopatra (Gomnepteryx cleopatra) es una especie de lepidóptero de la familia Pieridae, que fue descrita originalmente, con el nombre de Papilio cleopatra, por Linnaeus, en 1767, en Argelia.

## Descripción
Alas anteriores de color amarillo limón en su anverso, con una gran mancha color naranja, y un pequeño saliente en el borde, cerca del ápice. Reverso ligeramente verdoso, con la mancha anaranjada poco perceptible. La hembra tiene un tono blanco-amarillento, con el reverso similar y uniforme. Carece de mancha naranja.
Se reproduce una sola vez al año (mayo-agosto). La puesta se realiza sobre los brotes tiernos de Rhamnus, efectuándose la fase de crisálida en la misma planta.

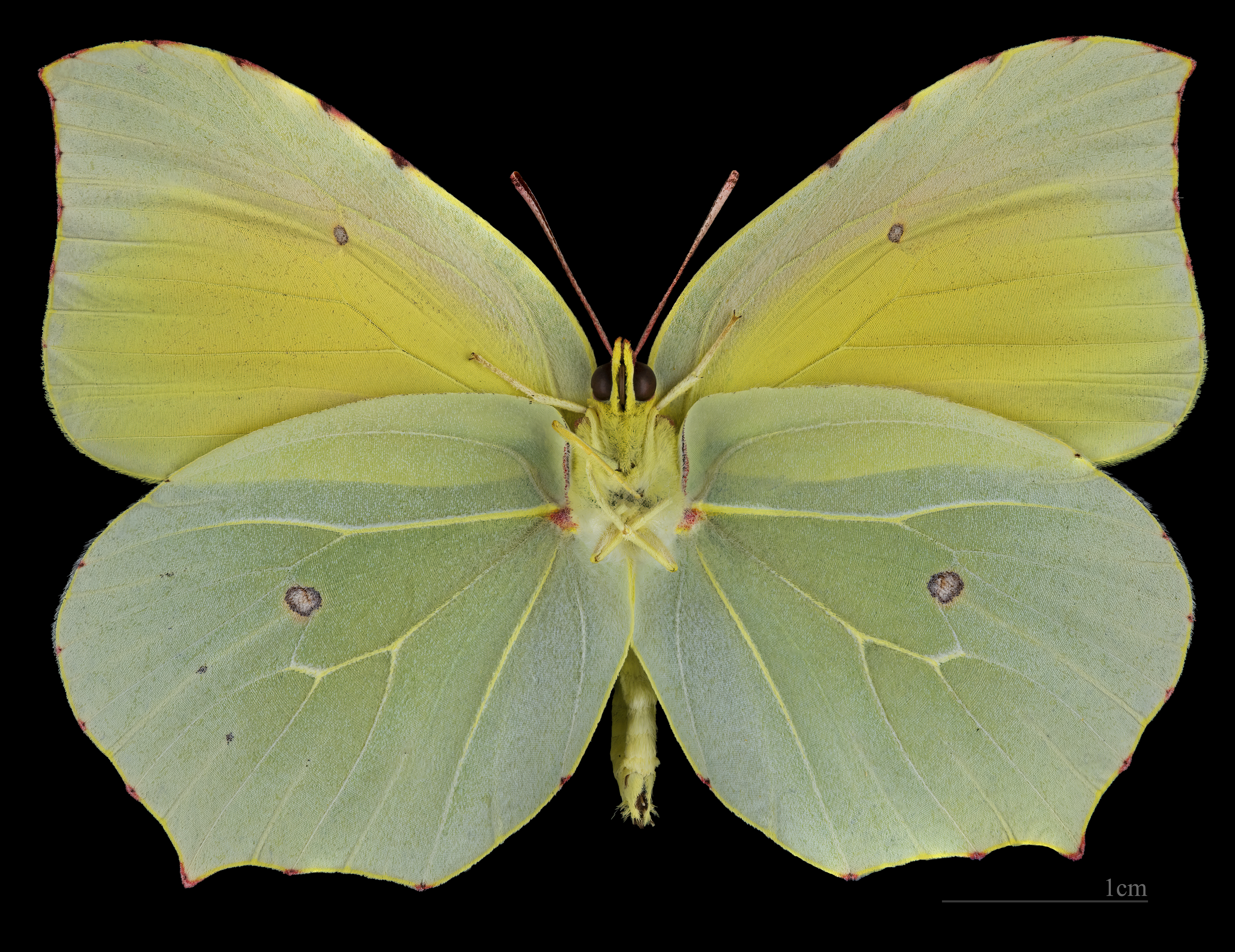
Gonepteryx cleopatra ♂
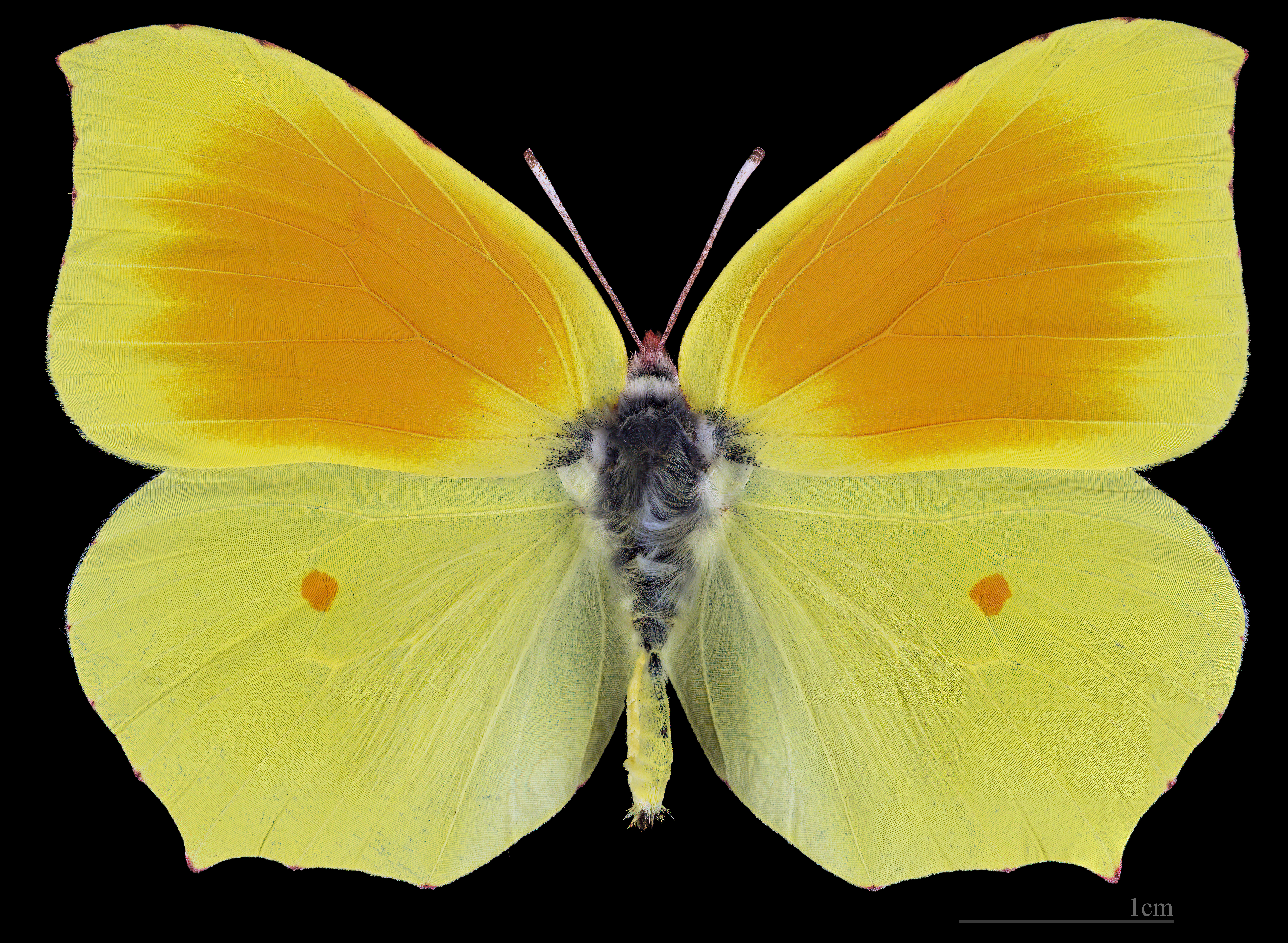
Gonepteryx cleopatra ♂  △

## Distribución y hábitat
Mariposa de amplia presencia en la cuenca mediterránea, es muy frecuente en España y Portugal. Suele vivir en zonas de matorral, y lugares rocosos con vegetación. Las poblaciones suelen formar poblaciones densas en las montañas de tipo calizo, aunque la población de determinados macizos de mayor envergadura, como Sierra Nevada (subespecie mauretánica, descrita por Röber, en 1907, en Bama, Argelia), aunque abundante y uniforme, no es tan densa.

## Subespecies
Hay las siguientes diez subespecies:
- G. c. cleopatra  (Linnaeus, 1767)  – África del Norte, Portugal, España, Sicilia
- G. c. balearica  Bubacek, 1920  – Islas Baleares
- G. c. petronella  De Freina, 1977  – Ibiza
- G. c. italica (Gerhardt, 1882) – Italia, Francia, Córcega, Cerdeña
- G. c. dalmatica Verity, 1908 – costa de Dalmacia, oeste de los Balcanes
- G. C. citrina  Sheljuzhko, 1925  - sur de Grecia
- G. C. insularis  Verity, 1909  - Creta
- G. c. fiorii Turati & Fiori, 1930 - Rodas
- G. c. taurica (Staudinger, 1881)  - Anatolia, Siria, Jordania, Israel, Chipre
- G. c. palmata Turati, 1921  - Cirenaica, Libia